# Hom (ort i Kina, Xinjiang Uygur Zizhiqu, lat 48,56, long 87,42)
Hom (kinesiska: 禾木哈纳斯蒙古民族乡) är en ort i Kina. Den ligger i den autonoma regionen Xinjiang, i den nordvästra delen av landet, omkring 530 kilometer norr om regionhuvudstaden Ürümqi. Antalet invånare är 2 099. Befolkningen består av 992 kvinnor och 1 107 män. Barn under 15 år utgör 24,0 %, vuxna 15-64 år 72 %, och äldre över 65 år 3,0 %.
Runt Hom är det mycket glesbefolkat, med 6 invånare per kvadratkilometer. Trakten runt Hom består i huvudsak av gräsmarker.
Genomsnittlig årsnederbörd är 441 millimeter. Den regnigaste månaden är juli, med i genomsnitt 61 mm nederbörd, och den torraste är april, med 21 mm nederbörd.